# Apeadero de Esposado
El Apeadero de Esposado fue una plataforma ferroviaria de la Línea de Guimarães, que servía a la localidad de Esposade, en el ayuntamiento de Matosinhos, en Portugal.

## Historia
Esta plataforma se situaba en el tramo de la Línea de Guimarães entre Trofa y Senhora da Hora, que abrió a la explotación el 14 de marzo de 1932.